# Heliopolis (romanzo)

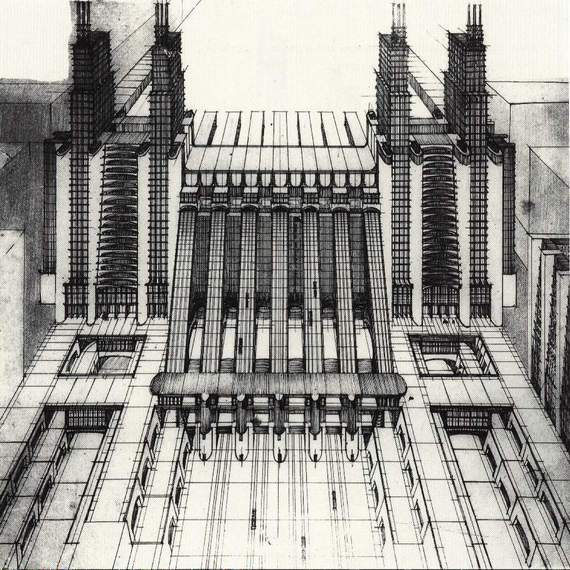
L'immagine di copertina dell'edizione Guanda 2006 - Antonio Sant'Elia, Stazione per aeroplani e treni con funicolari e ascensori su tre livelli stradali - 1914 da La città nuova

Heliopolis è un romanzo utopico di Ernst Jünger, del 1949. Il racconto è ambientato in un imprecisato futuro, nella città immaginaria di Heliopolis (dal greco Ἡλίου πόλις - Helios la personificazione del Sole, Polis città), situata in qualche punto sulla costa del Mediterraneo (Heliopolis è il nome greco dell'antica città egiziana di Eliopoli, dell'antica città di Baalbek in Libano e di Héliopolis, in Algeria, capoluogo del distretto omonimo), ma Jünger ha dichiarato di essersi ispirato anche a Napoli.
Nel romanzo successivo Eumeswil (1977) l'autore riprende alcuni personaggi del mondo immaginario di Heliopolis e, viceversa, alcuni di questi sono la chiave del romanzo precedente, Sulle scogliere di marmo (1939).

## Trama

### Prima parte

#### Il ritorno dalle Esperidi
De Geer torna da un viaggio di lavoro oltre le Esperidi. A bordo della nave, vi sono molti rappresentanti dei due partiti che si fronteggiano a Heliopolis, quello del Podestà e quello del Proconsole. Mentre la nave entra in porto, davanti alla prigione del Podestà si scorge un cadavere che galleggia. A quanto pare, Messer Grande, il capo della polizia del Podestà ha voluto - con quel macabro spettacolo - impressionare i viaggiatori di ritorno dalle Asturie.

#### Disordini in città
Lucius de Geer, una volta sbarcato, decide di passare attraverso il quartiere dei Parsi per incontrarsi con Antonio Peri, cui aveva affidato un manoscritto. Ma le strade sono deserte, il quartiere è stato parzialmente saccheggiato e alcune case sono ancora in fiamme. Il negozio del rilegatore è stato risparmiato dal saccheggio. Peri stesso è stato chiamato dal Proconsole, insieme a sua nipote Budur Peri.

#### Nel Palazzo
Dopo aver parlato brevemente con il Capo, de Geer torna nel suo appartamento, in una zona all'ultimo piano del palazzo del Proconsole, chiamata "La voliera". Durante la notte de Geer scrive la sua relazione sulla situazione nelle Asturie. Dom Pedro sta progettando un colpo di stato e propone al Proconsole di unirsi a lui e, contemporaneamente, di aiutarlo ad eliminare il suo avversario: il Podestà di Heliopolis. de Geer scoraggia tale alleanza.

#### Il simposio
La sera dopo, de Geer è invitato al compleanno del pittore Halder. Passa anche a salutare lo scrittore e filosofo Serner Ortner. Dopo tutta una serie di battute sulla pittura e la poesia, Ortner suggerisce un tema a cui tutti dovrebbero contribuire: l'attimo della felicità. Ognuno esprime idee diverse. Alla fine della serata chiedono a Ortner di leggere uno dei suoi racconti.

#### Il racconto di Ortner
Questa storia nella storia parla di un giocatore d'azzardo, squallido e bevitore, che incontra un misterioso straniero "Dr. Fancy" che gli propone un intervento agli occhi, attraverso cui potrà vedere la vera natura delle cose, al di là delle apparenze. Questa speciale preveggenza lo aiuta a diventare immensamente ricco. Ora riesce a "vedere" le opportunità finanziarie al più alto livello prima che si dispieghino in tutta la loro potenzialità. Sfrutta il dono ma non riesce a trovare la pace. Anzi, lusso e potere non fanno che aumentare la noia e l'angoscia. Il crescente senso di solitudine lo spinge a trovarsi una compagna con cui è ragionevolmente felice. Incontra nuovamente il dottor Fancy che, attraverso l'opposta operazione agli occhi, lo riporta alla condizione iniziale. Senza la capacità di preveggenza che aveva acquisito, perde immediatamente la quasi totalità del suo patrimonio e si ritira con la moglie per condurre una vita tranquilla.

#### La gita a Vinho del Mar
Lucius de Geer e Melitta, una giovane che aveva salvata dai disordini in città, fanno un viaggio all'isola Vinho del Mar, dove si produce il vino di Heliopolis e dove, nonostante la minaccia di una guerra civile, si vive in pace, tra piccole osterie e vigne coltivate con amore. de Geer potrebbe avere un'avventura con Melitta ma preferisce rinunciare e lasciare che la ragazza trovi una persona più adatta a lei.

#### SulPagos
In cammino verso la Scuola di Guerra, de Geer e Costar, fanno un giro nell'entroterra montuoso di Heliopolis, il Pagos. Qui attraversano, tra le altre cose, una vasta tenuta di campagna del Proconsole, in cui sono ospitati artisti e intellettuali che lo circondano con i loro studi e laboratori. Si susseguono discorsi filosofici e politici relativi al governo di Heliopolis e ai diversi poteri che vi si fronteggiano.

#### Alla Scuola di Guerra
Sull'altopiano si trovano i campi di addestramento delle truppe scelte del Proconsole. de Geer visita poi l'Istituto in cui si svolge una lezione di teologia morale, un percorso che lui stesso ha chiesto di includere nel programma di studi dell'ultimo anno. Il Capo viene a seguire la lezione e, in occasione di un intervento di de Geer, esprime la sua opinione contraria, mostrandosi irritato per le idee non abbastanza autoritarie, espresse da de Geer e da alcuni cadetti che questi predilige. (pg. 199)

#### L'apiario
Lucius de Geer sale ancora più in alto, sul Pagos, finché incontra l'eremo del frate eremita Felix. Questo gli mostra le sue api, e riprende a discutere di varie questioni politiche ed etiche relative a Heliopolis.

### Seconda parte

#### L'attentato
Un attentatore suicida distrugge l'auto su cui è appena salito il capo della polizia del Podestà: Messer Grande. Questi resta ucciso. La colpa viene data alla popolazione Parsi. In breve tutta la città è in preda a gravi disordini: le case dei Parsi vengono bruciate e la comunità decimata. I Parsi che riescono a sfuggire al massacro per le strade, vengono imprigionati in un campo di concentramento e trattati come animali dalle guardie del Podestà. Anche il Proconsole decide di non intervenire per evitare un conflitto intempestivo con il proprio rivale.
de Geer riceve dal Capo l'incarico di fare le condoglianze al Podestà per la morte di Messer Grande, nel tragitto si imbatte in Budur Peri, che gli chiede aiuto. Il Podestà riceve de Geer in un bunker sotto il Consiglio Nazionale. E gli dice cinicamente: "Sarà difficile placare il popolo nella sua giusta indignazione." de Geer riesce ad ottenere la liberazione di Budur e la porta con sé, strappandola alle grinfie del Podestà. I disordini si stanno espandendo nei distretti dominati dal Proconsole. Si materializza sempre più chiaramente il pericolo di una guerra civile. de Geer incarica il suo collaboratore Costar, di portare in salvo Budur Peri, lontana da Heliopolis. Costar non riesce a superare gli sbarramenti e deve tornare con Budur alla voliera, dove la ragazza viene nascosta nell'appartamento di de Geer.

#### Nell'arsenale
De Geer riceve l'ordine di distruggere l'Istituto di Tossicologia del dottor Mertens. Con Sievers, esperto di esplosivi, preparano nei minimi dettagli armi e strategie per intraprendere una spedizione pericolosissima e portare le mine all'interno dell'Istituto.

#### Discorsi nella voliera
Nel frattempo de Geer e Budur Peri fanno lunghe conversazioni notturne sulla letteratura, la filosofia e la politica. Scoprono così che Antonio Peri ha utilizzato droghe molto potenti, per provare nuove esperienze psicotrope. Da un biglietto anonimo de Geer riceve un avviso che lo zio di Budur, è stato trasferito ed è attualmente prigioniero nell'Istituto.

#### L'impresa di Castelmarino
Dopo un'accurata preparazione, de Geer penetra con una piccola squadra di soldati scelti, nell'Istituto del dottor Mertens. Scopre che vengono usati esseri umani per la sperimentazione di armi biologiche e chimiche di distruzione di massa. Riesce a liberare Antonio Peri e fa saltare in aria l'edificio. Il ritiro delle truppe viene scoperto e la squadra è attaccata dal fuoco del castello del Podestà. A questo punto interviene il cannone del Proconsole che, con un fuoco mirato, riesce a coprire la ritirata.

#### La sepoltura di Antonio
Antonio Peri muore poco dopo la sua liberazione. de Geer prende parte al suo funerale nella Torre del Silenzio, dove il corpo è stato offerto in pasto agli avvoltoi, secondo l'antica tradizione Parsi.

#### La notte dell'alloro
de Geer e Budur Peri si avventurano in un esperimento che li porta a uno stato di coscienza alterato, utilizzando un farmaco che Antonio Peri aveva nascosto. È possibile ottenere incubi sgargianti mediante l'assunzione di un olio estratto da una pianta, secondo un antico procedimento che Peri aveva trovato in alcuni testi Parsi.

#### Il crollo
Viene scoperta la relazione tra de Geer e Budur e quindi il nascondiglio di lei presso la casa di Lucius non è più sicuro. Decidono che è necessario lasciare la casa e trovare un nascondiglio migliore

#### Nel giardino di Ortner
de Geer si reca nel giardino del suo amico Ortner, nel Burgenland, non può più tornare indietro ma riceve inviti dal dottor Becker, dall'Ordine dei Mauretani e da Padre Felix. Decide di recarsi da quest'ultimo.

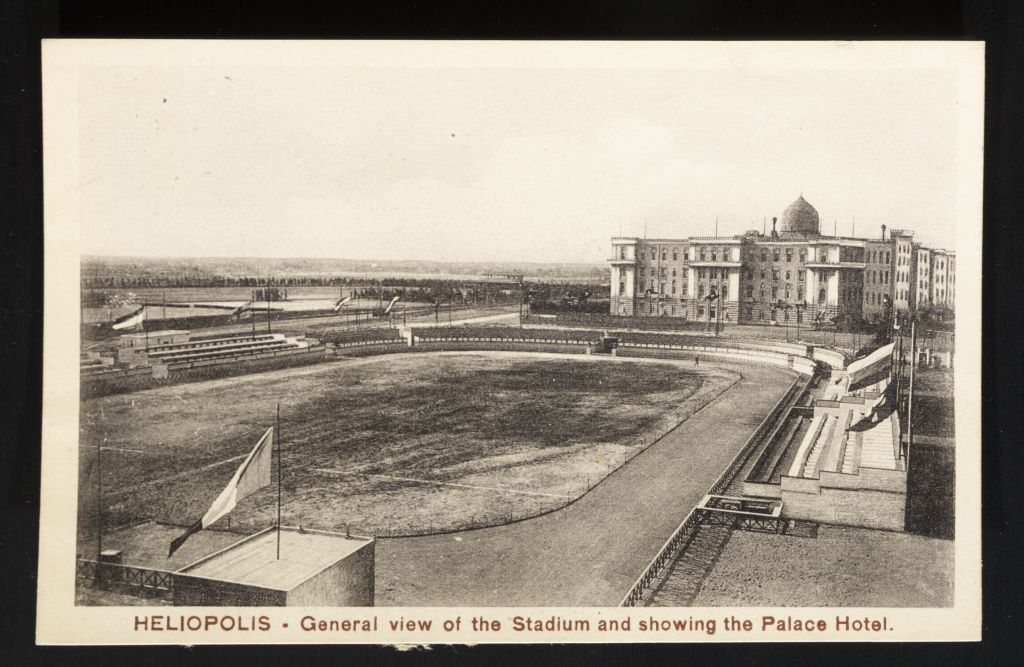
Heliopolis, presso Il Cairo, vista dello stadio e del Palace Hotel

#### Il pilota azzurro
Con la mediazione di Padre Felix, incontra Phares, il comandante della nave Regent. Questo porta un vestito azzurro di amianto. Phares offre a de Geer, di entrare al servizio del Reggente e gli dice: "Noi crediamo sia possibile creare un'élite del mondo, formatasi nel dolore" (pg. 337). de Geer accetta ma chiede di portare con sé Budur Peri e Winterfeld, il cadetto della Scuola di Guerra, che l'ha seguito nella missione contro il Castelletto.

#### La partenza da Heliopolis
Phares li accompagna verso la nave del Reggente. Il racconto si conclude con un finale aperto che sembra implicare un seguito: "Era passato un quarto di secolo dall'epoca dell'incontro nel mar delle Sirti. E altrettanto tempo doveva trascorrere prima che essi tornassero, al seguito del Reggente. Ma quei giorni per noi sono lontani". (pg. 321)

### Frammenti per Heliopolis
Seguono alcuni paragrafi che Jünger non ha inserito nel testo principale e sono riportati in coda all'edizione Guanda 2006: "La Casa delle Lettere", Gli Scagliafantasmi", "Il viaggio nel deserto", "Sul suicidio", "Il parere di Ortner sul romanzo", "Sulle proprie tracce"

## Considerazioni
Società di massa e nostalgia - Molti aspetti dell'azione del podestà alludono al Terzo Reich, mentre per la figura del proconsole è molto più difficile trovare un modello. Si adatta poco ai nemici storici del Terzo Reich: le democrazie del Regno Unito e degli Stati Uniti o l'Unione Sovietica comunista. Sembra piuttosto simile alle caratteristiche pre-borghesi e aristocratiche della Germania prussiana. Ma Heliopolis è un romanzo molto complesso che allude ai valori tradizionali e ai vecchi sistemi feudali, proprio nel momento in cui questi vengono soppressi. Alcuni personaggi sono ben delineati: il podestà populista, fa appello agli istinti più bassi che governano la razza umana, e risiede in un bunker sotterraneo. Il palazzo del proconsole è invece in un luogo alto e arioso. Gli artisti vivono negli ultimi piani e sono affacciati su paesaggi bucolici.
Un ruolo centrale nel romanzo assume la grande discussione sull'obbedienza, sulla prevenzione dei conflitti militari nella scuola di guerra. La contrapposizione cioè tra obbedienza incondizionata e arbitrio del singolo che non può essere costretto, nemmeno da un superiore, a compiere azioni contro l'umanità. La logica di Jünger, rimane quella dell'aristocrazia pre-hitleriana, che non concede nulla alla sovranità popolare, ma prevede un coinvolgimento delle masse nelle decisioni del reggente
Nella sua descrizione di uno dei tanti futuri possibili Jünger usa la sua chiave di lettura del meraviglioso: «Il meraviglioso non suscita in noi nessuna sorpresa, perché il meraviglioso è ciò con cui abbiamo la più profonda confidenza. La felicità che la sua vista ci procura sta propriamente nel fatto di veder confermata la verità dei nostri sogni».

## Edizioni
- Ernst Jünger, Heliopolis, traduzione di Marola Guarducci, Guanda, 2006.